# Vriesea strobeliae
Vriesea strobeliae är en gräsväxtart som beskrevs av Werner Rauh. Vriesea strobeliae ingår i släktet Vriesea och familjen Bromeliaceae. Inga underarter finns listade i Catalogue of Life.